# Bosnyák Wikipédia
A Bosnyák Wikipédia (bosnyák nyelven: Wikipedia na bosanskom jeziku) a Wikipédia projekt bosnyák nyelvű változata, egy internetes enciklopédia. A Bosnyák Wikipédia 2002. december 12-én indult és 2019 novemberében már több mint 80 000 szócikket tartalmazott.

## Mérföldkövek
- 2002. december 12. – elindul az oldal
- Jelenlegi szócikkek száma: 85 390 (2021. március 31.)

## Forrás
- Wikipédiák listája